# 御代田バイパス
御代田バイパス（みよだバイパス）は、福島県伊達市にある国道349号のバイパス道路である。

## 概要
- 起点…伊達市月舘町下手渡
- 終点…伊達市月舘町御代田
- 全長…3.5 km
- 全幅…6.5（12.0）m

月舘町御代田地区では断崖に沿う狭隘・急カーブ区間が続き、車両の通行の安全に支障をきたしていた。また、中心市街地では沿線に家屋の連なる歩道の無い狭隘区間であったため、歩行者の通行に危険を伴っていたことから、これらの課題の解消のために市街地の西側を迂回するバイパスとして2000年（平成12年）度から事業化され、部分開通を経た後に2015年7月10日に全線開通した。現在は旧道が伊達市道などに移管され、当路線が国道本線となっている。

## 道路施設
御代田トンネル
- 全長：509.0m
- 幅員：6.5（10.0）m
- 有効高：4.7m
- 工法：NATM工法（補助ベンチ付全断面工法・上半先進ベンチカット工法（発破掘削））
- 施工：寿・壁巣特定建設工事共同企業体

月舘町月舘から月舘町御代田に至る。2012年7月25日に起工式が行われ、2013年8月6日に貫通、2015年7月10日にバイパス開通に伴い供用が開始された。総工費は12億2500万円。
御代田橋
- 全長：37.6 m
- 幅員：11.5（14.0）m
- 形式：単純PCポステンバルブT桁橋
- 竣工：2011年度
- 施工：渡辺興業

一級水系阿武隈川水系広瀬川を渡る。総工費は2億1800万円。
第二御代田橋
- 全長：46.6 m
  - 主径間：22.350m
- 幅員：8.5（11.0）m
- 形式：2径間PC連結プレテンT桁橋
- 竣工：2014年度
- 施工：アドマック

大きく蛇行する広瀬川を再び渡る。橋名板の原稿作成を伊達市立月舘小学校の6学年児童26名が担当し、2014年5月27日に取付式が行われた。総工費は1億9100万円。

## 沿革
- 2000年度 - 国道改築事業として事業化される。
- 2015年7月10日 - それまでに供用されていた現道拡幅区間である第1工区（全長1,000 m）に加え、市街地を迂回する第2工区（全長1.5 km）、断崖部分を迂回する第3工区（全長1.0 km）の計2.5 kmが開通し全線が供用された[5]。現道は国道349号の指定を外れ、国道399号単独での指定、及び市道への移管が行われた。
- 2018年1月12日 - 国道399号の経路が当バイパス経由に変更されたことで第3工区の旧道が市道へ移管され、バイパス部分が重用区間となった[6]。

## 接続路線
- 国道349号 水戸方面 （月舘町下手渡字槻木 起点）
- 福島県道269号月舘川俣線・市道（旧国道349号） （月舘町月舘字段ノ腰）
- 市道（旧国道349号）・国道399号 いわき方面（旧国道349号） （月舘町御代田字関ノ下）
- 市道（旧国道349号）・国道349号仙台方面（国道399号山形方面重用）（月舘町御代田字西 終点）